# Хуан Гарат (тенісист)
Хуан Гарат (ісп. Juan Garat; нар. 16 травня 1973) — колишній аргентинський тенісист.
Найвищу одиночну позицію світового рейтингу — 249 місце досяг 3 травня 1993, парну — 85 місце — 28 березня 1994 року.
Здобув 1 парний титул.
Найвищим досягненням на турнірах Великого шолома було 2 коло в парному розряді.
Завершив кар'єру 1999 року.

## Фінали за кар'єру

### Парний розряд (1–2)
| Результат | W/L | Дата     | Турнір            | Покриття | Партнер      | Суперники                           | Рахунок       |
| --------- | --- | -------- | ----------------- | -------- | ------------ | ----------------------------------- | ------------- |
| Перемога  | 1–0 | Сер 1993 | Кіцбюель, Австрія | Ґрунт    | Роберто Саад | Маріус Барнард Том Мерсер           | 6–4, 3–6, 6–3 |
| Поразка   | 1–1 | Сер 1993 | Сан-Марино        | Ґрунт    | Роберто Саад | Даніель Оршанік Оллі Ранасто        | 4–6, 6–1, 3–6 |
| Поразка   | 1–2 | Вер 1993 | Палермо, Італія   | Ґрунт    | Хорхе Лосано | Серхіо Касаль Еміліо Санчес Вікаріо | 3–6, 3–6      |